# Natrun
Der Natrun ist ein 1253 m ü. A. hoher Berg in der Gemeinde Maria Alm am Steinernen Meer im österreichischen Bundesland Salzburg. Er ist der Hausberg der Gemeinde.

## Beschreibung
Der von West nach Ost langgestreckte Berg fällt nach allen Seiten mit sanften Flanken ins Tal ab. Im Westen befindet sich das Ortszentrum von Maria Alm. Im Süden wird der Berg durch die Urslau begrenzt. Im Osten leitet der Jufensattel zum Brimbachkögerl über. Im Norden befindet sich der Ortsteil Enterwinkl. Am Gipfel befindet sich ein Wasserspeicher für die künstliche Beschneiung, der als Prinzensee bezeichnet wird.

## Tourismus
Der Berg ist für den Tourismus erschlossen und wird als Wintersportgebiet genutzt. Vom Ortszentrum führt von Westen die Natrunbahn, von Süden die Sonnbergbahn auf den Natrun. Im Sommer verläuft in der Westflanke ein Singletrail. Mehrere Wanderwege führen auf und um den Berg, darunter der Nordalpenweg, ein Weitwanderweg, der Österreich vom Neusiedler See zum Bodensee durchquert.

## Karten
- ÖK 50, Blatt 124 (Saalfelden)